# Országos Képtár

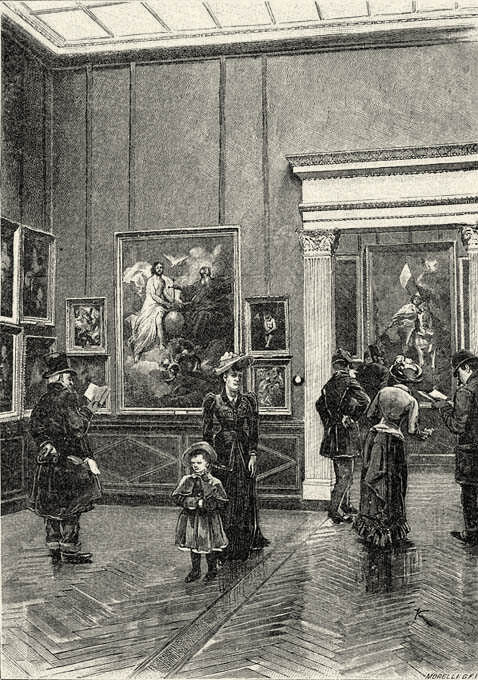
Az Országos Képtár németalföldi terme 1893-ban

Az Országos Képtár a Szépművészeti Múzeum megalapítása előtti országos gyűjtemény volt, amelynek alapját az Esterházy-képtár képezte. 1871-ben az állam megvásárolta az Esterházy-képtár anyagát, amely 1865-től az MTA épületében volt kiállítva. Az ily módon létrejött Országos Képtár 1872-ben az Ipolyi-gyűjtemény korai olasz képeivel,  1875-ben pedig a Nemzeti Múzeum Képtárának régi anyagával bővült. A gyűjtemény jelentősen gyarapodott Pulszky Károly igazgatása alatt.  Az Országos Képtár 1894-ben a Szépművészeti Múzeum részévé vált, miután az 1894. évi VIII. törvénycikk kimondta a beolvadását a létesítendő múzeumba.